# Tratado de Troyes

Tratado de Troyes entre Francia e Inglaterra durante la Guerra de los Cien Años.

Para el acuerdo de 1564, véase tratado de Troyes de 1564.
El Tratado de Troyes fue un acuerdo por el que el rey Enrique V de Inglaterra heredaría el trono de Francia a la muerte del rey Carlos VI de Francia. Fue firmado en Troyes, Francia, en el año 1420. Este tratado fue parte de las consecuencias de la batalla de Azincourt. Este intento de alterar el patrón tradicional de sucesión al trono de Francia no tuvo éxito.

## Términos
Este tratado intentaba desheredar al futuro Carlos VII de su sucesión al trono francés. Concertaba el matrimonio entre la hija de Carlos VI, Catalina de Valois con el rey inglés Enrique V y proclamaba a este último y a su futura descendencia como sucesores de Carlos VI. Más tarde, pero ese mismo año (1420), los Estados Generales de Francia ratificaron este acuerdo, después de que Enrique V entrara a París.

## Antecedentes
El Tratado de Troyes fue un intento de finalizar la guerra de los Cien Años entre Inglaterra y Francia. El rey Carlos VI de Francia sufrió ataques de locura durante la mayor parte de su reinado y no reinaba en la práctica desde 1392. Enrique V de Inglaterra había invadido parte de Francia en 1415 y logrado una victoria aplastante contra los franceses en la batalla de Agincourt. Tres años más tarde, los partidarios franceses del delfín Carlos asesinaron a Juan I de Borgoña, y su hijo y sucesor Felipe III de Borgoña, indignado, formó una alianza con los ingleses.
La impopular reina Isabel de Baviera consintió el tratado, frente a las acusaciones de que su hijo fuera bastardo, en lo que se podría considerar como Realpolitik. Cuatro de sus cinco hijos ya habían fallecido. El delfín Carlos era enfermizo y se sospechaba que estuviera involucrado en el complot de asesinato de Juan I de Borgoña (no se sabe si intervino, aun cuando éste ocurrió en su presencia). Probablemente existía preocupación por las probabilidades de que hubiera heredado la enfermedad de su padre. Si las dinastías se unían en torno a Enrique V, la guerra podría acabar y dejar a Francia en manos de un rey vigoroso y hábil. El duque de Borgoña, Felipe III de Borgoña, también se involucró en las negociaciones, aceptó el no sacar otro provecho del acuerdo que, con la desheredación de Carlos el delfín, Felipe era el siguiente en el linaje de los Valois para la sucesión al trono. Aparentemente, esto fue suficiente para satisfacerlo, ya que el hombre que él culpaba por la muerte de su padre había sido desheredado.

## Controversia
En el momento de la firma del tratado nadie podía prever que, tanto Carlos VI como Enrique V, fallecieran durante los dos años siguientes (en 1422), dejando como regente nominal de ambos países al infante Enrique VI de Inglaterra. Carlos VII asumió, a la muerte de su padre, el control de facto de los restantes territorios franceses. Sus detractores alegaban que él no era el hijo de Carlos VI. Se rumoreaba que la reina Isabel de Baviera había tenido un romance con Luis de Valois, duque de Orleans, ante lo cual muchos observadores vieron en el tratado la confirmación de su ilegitimidad. Los reclamos de los partidarios de los ingleses llamaban a Carlos VII el "rey de Bourges," ciudad donde se había refugiado con su corte y una burlona referencia al reducido estado de Francia.
El clero que apoyó a Carlos VII citó la antigua Ley sálica para contestar que ninguna mujer podía transmitir el derecho de herencia al trono de Francia. El tratado se había basado en las reclamaciones de Enrique V y de su hijo Enrique VI con respecto a sus relaciones con la esposa del primero, Catalina de Valois. Las disposiciones legales del Tratado de Troyes no fueron llevadas a sus últimas consecuencias por la intervención de una campesina visionaria llamada Juana de Arco, quien llevó a Carlos VII a una coronación oficial en la recuperada ciudad de Rheims.